# Сидоренко Микита Сергійович
Мики́та Сергі́йович Сидоре́нко (13 вересня 2004) — український хокеїст, нападник хокейного клубу «Шторм» (Одеса).

## Життєпис
Народився у Донецьку.
Вихованець хокейного клубу «Донбас». Виступав за хокейний клуб «Альтаїр» (Дружківка), звідки у липні 2022 року перейшов до молодіжної команди «Пардубіце U20» (Чехія). Проте вже з січня 2023 року почав виступати за «Дніпро» (Херсон). З вересня 2024 року виступає за одеський «Шторм».
Студент Харківської державної академії фізичної культури.
У 2025 році на зимовій Універсіаді в Турині (Італія) у складі студентської збірної України з хокею здобув бронзову медаль.